# Veronika Winterstein
Veronika Winterstein (* 31. Januar 1939 in Wien) ist eine ehemalige deutsche Politikerin (SPD) und Abgeordnete des Hessischen Landtags.

## Leben
Veronika Winterstein, geborene Steinborn, besuchte Gymnasien in Augsburg und Frankfurt und studierte Sprachen in Frankfurt am Main und Paris. Sie arbeitete als Dolmetscherin in Französisch und Englisch. Veronika Winterstein hat zwei Kinder und lebt mit ihrem Ehemann, dem früheren Oberbürgermeister Norbert Winterstein im Rüsselsheimer Vorort Bauschheim.

## Politik
Veronika Winterstein ist seit 1969 Mitglied der SPD. Daneben gehörte sie den Jungsozialisten und der Arbeitsgemeinschaft Sozialdemokratischer Frauen (Landesvorstand) an.
Vom 1. Dezember 1982 bis zum Ausscheiden am 4. April 2003 war sie Abgeordnete des hessischen Landtages. Sie wurde jeweils über die Landesliste gewählt. Ihr Wahlkreis Main-Taunus I wurde in den letzten Wahlen durch Roland Koch und zuvor durch dessen Vater Karl-Heinz Koch gewonnen. Schwerpunkte ihrer Arbeit waren Frauenpolitik, Umwelt, Naturschutz, Tierschutz, Landwirtschaft.
Von 1995 bis 2003 war sie Vizepräsidentin des hessischen Landtags.
Sie war Vorsitzende der Enquetekommission „Künftige Aufgaben des Hessischen Landtages an der Wende zum 21. Jahrhundert“.
Von 1977 bis 1989 war sie Mitglied des Kreistages des Main-Taunus-Kreises.

## Ehrungen
Am 24. April 1991 wurde ihr das Bundesverdienstkreuz am Bande,
am 4. April 2003 den Hessischen Verdienstorden, verliehen.

## Weblink
- Veronika Winterstein. Abgeordnete. In: Hessische Parlamentarismusgeschichte Online. HLGL & Uni Marburg, abgerufen am 17. September 2024 (Stand 25. April 2024).